# Сингх, Девендро
У этого человека манипурское имя, в котором: Лайшрам — фамилия, Девендро — личное имя, Сингх — идентификатор пола.
Девендро Сингх Лайшрам (англ. Devendro Singh Laishram; род. 2 марта 1992, Западный Импхал, Манипур) — индийский боксёр, представитель наилегчайших весовых категорий. Выступает за национальную сборную Индии по боксу с 2011 года, серебряный и бронзовый призёр чемпионатов Азии, обладатель серебряной медали Игр Содружества, победитель и призёр турниров международного значения, участник летних Олимпийских игр в Лондоне.

## Биография
Девендро Сингх родился 2 марта 1992 года в округе Западный Импхал штата Манипур, Индия.
Впервые заявил о себе на международной арене в 2003 году, выступив на Кубинских национальных играх школьников в Сантьяго-де-Куба.
В 2008 году вошёл в состав индийской национальной сборной и выиграл бронзовую медаль на кадетском Кубке президента в Баку.
В 2010 году выиграл молодёжное национальное первенство Индии, стал вторым на молодёжном чемпионате Азии в Тегеране, выступил на молодёжном чемпионате мира в Баку, в то время как в зачёте взрослого национального индийского первенства дошёл до полуфинала.
Начиная с 2011 года выступал на взрослом международном уровне, в частности в этом сезоне отметился выступлением на мировом первенстве в Баку, где в четвертьфинале первого наилегчайшего веса был остановлен представителем Южной Кореи Син Джон Хуном.
Благодаря успешному выступлению на мировом первенстве удостоился права защищать честь страны на летних Олимпийских играх 2012 года в Лондоне. В категории до 49 кг благополучно прошёл первых двоих соперников по турнирной сетке, тогда как в третьем четвертьфинальном бою со счётом 18:23 потерпел поражение от ирландца Пэдди Барнса, который в итоге стал бронзовым призёром этого олимпийского турнира.
После лондонской Олимпиады Сингх остался в составе боксёрской команды Индии и продолжил принимать участие в крупнейших международных турнирах. Так, в 2013 году он побывал на чемпионате Азии в Аммане, откуда привёз награду серебряного достоинства, выигранную в первой наилегчайшей весовой категории — в решающем финальном поединке уступил казаху Темиртасу Жусупову.
В 2014 году одержал победу на Мемориале Иштвана Бочкаи в Дебрецене, стал серебряным призёром на Играх Содружества в Глазго, где в финале вновь уступил Пэдди Барнсу, выступил на Азиатских играх в Инчхоне.
В 2015 году победил на международном турнире в Дохе, взял бронзу на азиатском первенстве в Бангкоке (в полуфинале проиграл узбеку Хасанбою Дусматову), отметился выступлением на мировом первенстве в Дохе, где остановился уже на предварительном этапе соревнований.
В 2016 году одержал победу на домашних Южноазиатских играх в Шиллонге. Пытался пройти отбор на Олимпийские игры 2016 года в Рио-де-Жанейро, однако на Олимпийской квалификации Азии и Океании в Цяньане и на Всемирной олимпийской квалификации в Баку выступил неудачно.
Поднявшись в наилегчайший вес, в 2017 году выиграл серебряную медаль на международном турнире в Улан-Баторе, выступил на международном турнире в Бангкоке, при этом на чемпионате Индии в концовке сезона дошёл лишь до 1/8 финала.